# Harald Heck
Harald Heck (* 1. Juli 1954; † 27. April 2018) war ein deutscher Fußballspieler und -trainer.

## Sportlicher Werdegang
Heck entstammte der Jugend des Karlsruher SC. Später spielte er für den SC Baden-Baden in der seinerzeit drittklassigen 1. Amateurliga Südbaden, mit dem er in der Spielzeit 1972/73 als Meister erst in der Aufstiegsrunde hinter dem VfR Mannheim, dem FC 08 Villingen und dem SSV Ulm 1846 den Aufstieg in die Regionalliga verpasste. Später schloss er sich dem 1. FC Pforzheim in der 1. Amateurliga Nordbaden an, 1978 wechselte er zum FC Rastatt 04 in die neu geschaffene Oberliga Baden-Württemberg.
Heck zog 1979 als Profispieler in die North American Soccer League (NASL) zu den San Diego Sockers weiter. An der Seite der deutschen Landsmänner Peter Nover, Gert Wieczorkowski, Peter Lechermann, Jean Willrich und Volkmar Groß gewann er mit der von Hubert Vogelsinger trainierten Mannschaft 1979 die Western Division, verlor aber das Conference-Finale gegen die Tampa Bay Rowdies. Nach nur einem Jahr kehrte er zurück nach Deutschland, wo er in den Saisons 1980/81 bis 1983/1984 für den SC Pfullendorf in der Oberliga Baden-Württemberg antrat. 1984 wechselte er zum Ligarivalen SV Kuppenheim, mit dem er jedoch am Ende der Spielzeit 1984/85 abstieg. Von 1985/86 bis 1988/89 war er Spielertrainer beim badischen Landesligisten  FC Lichtental, der 1986 in die Bezirksliga abstieg und 1988 den Wiederaufstieg schaffte. Von 1992/93 bis 1993/94 war er erneut Trainer des FC Lichtental.
2003 übernahm Heck das Traineramt beim 1. FC Pforzheim, wo er bis 2005 tätig war. Später trainierte er den SV Langensteinbach,  ab 2010 den FC Rastatt 04 und von 2013 bis Mai 2016 den Fußball-Verbandsliga-Club SV Linx.
Heck lebte mit seiner Frau in Malsch bei Rastatt. Er starb 2018 im Alter von 63 Jahren an einem Herzinfarkt.